# Joseph von Colloredo
Joseph Maria Graf Colloredo-Mels und Wallsee. (* 11. September 1735 in Regensburg; † 26. November 1818 in Wien) war ein österreichischer Militär und Politiker.

## Herkunft
Er war ein Sohn des ersten Fürsten von Colloredo-Mels und Wallsee, Rudolf Joseph (* 7. Juli 1706; † 1. November 1788) und dessen Ehefrau der Gräfin Marie Gabriele von Starhemberg (* 28. November 1707; † 8. November 1793). Sein Bruder Franz de Paula (* 28. Mai 1731; † 27. Oktober 1807) war der letzte Reichsvizekanzler des Heiligen Römischen Reiches, Hieronymus (* 31. Mai 1732; † 20. Mai 1812) wurde der letzte regierende Fürsterzbischof des Erzstifts Salzburg.

## Leben
Joseph Maria wurde Malteser Ritter und trat 1752 in die kaiserliche Armee ein. Er zeichnete sich im Siebenjährigen Krieg mehrfach aus, namentlich bei Prag und in der Schlacht bei Moys, und geriet in Breslau für kurze Zeit in Kriegsgefangenschaft. 1763 zum Generalmajor befördert, erhielt er 1769 ein eigenes Infanterie-Regiment (No. 57) und stieg schnell zum Feldmarschallleutnant und Hofkriegsrat auf, begleitete 1777 Kaiser Joseph II. nach Frankreich und erhielt sodann die Generaldirektion der Artillerie. Als solcher ornetete er die Reichweiter der Geschütze, ließ Salpeterwerke und errichtete 1786 das „Bombardierkorps“, eine Lehrtruppe der Artillerie. 
Zwar wurde er 1784 für den Maria-Theresia-Orden vorgeschlagen, doch lehnte er ihn mit der Begründung, er sei Malteserritter, ab.

## Großprior
Graf Colloredo war von 1791 bis zu seinem Tod Großprior Böhmens. In dieser für den Malteserorden schwierigen Zeit kämpfte Colloredo um den Erhalt des Ordens. Es gelang ihm zwar nicht, Wien zum Sitz der heimatlos gewordenen Ordensregierung zu machen, doch ließ er sich zum Ordensgesandten am kaiserlichen Hof ernennen. Auch konnte er die Beschlagnahmung der sieben in Schlesien gelegenen Kommenden durch den preußischen König nicht verhindern. Seinem Nachfolger Vinzenz Graf Kolowrat gelang jedoch die endgültige Rettung des Ordens.

## Verdienste
Wegen seiner Verdienste um die Waffe ernannte ihn Joseph II. zum Feldzeugmeister. Im 8. österreichischen Türkenkrieg (1787–1792) wohnte er dem Angriff auf die Feste Schabatz bei und kommandierte im nächsten Feldzug bei der Belagerung von Belgrad die Artillerie. Für den Erfolg wurde er zum Feldmarschall befördert und kommandierte er sodann bis zu den Friedensverhandlungen des Reichenbacher Kongresses (1790) die Beobachtungsarmee an der preußischen Grenze. Nach dem Krieg erhielt Colloredo mit dem Titel Staats- und Konferenzminister die Führung der Geschäfte des Hofkriegsrats. Während der Jahre 1813 und 1814 noch tätig, starb er am 26. November 1818.